# GUBOPiK
La Direction générale contre le crime organisé et la corruption du ministère des Affaires intérieures de la république de Biélorussie, plus connue sous les acronymes GUBOPiK (en russe : ГУБОПиК), HUBAZiK ou GUBAZiK (en biélorusse : ГУБАЗіК), est un service de sécurité de la Biélorussie. Il est accusé de nombreux actes de répression politique, de violence et de torture d'opposants politiques au régime d'Alexandre Loukachenko.

## Histoire

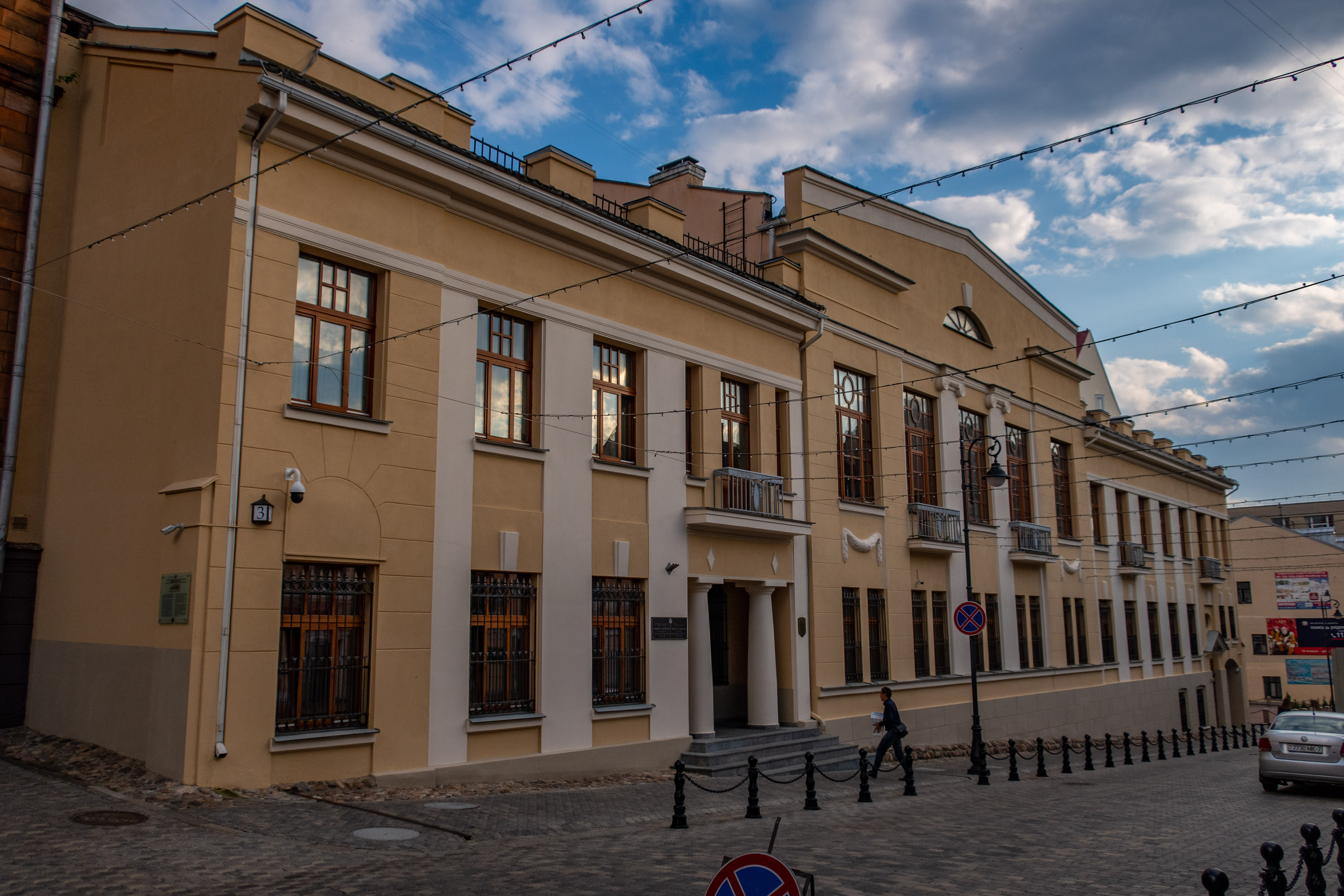
Siège du GUBOPiK à Minsk.

Le GUBOPiK est une unité du ministère biélorusse des Affaires intérieures (en) créée en 1991 et réorganisée en 2003. Il est décrit par les médias comme « l'un des principaux organes responsables de la répression politique » en Biélorussie. Historiquement, il est connu pour des actes de pression sur des groupes informels d'extrême droite et d'extrême gauche et de cruauté sur des détenus.
En 2020 et 2021, pendant les manifestations qui font suite à l'élection présidentielle controversée, le GUBOPiK et son dirigeant Nikolaï Karpenkov (en) sont impliqués dans le harcèlement, la persécution et la torture de militants des droits de l'homme,, et de manifestants contre le régime d'Alexandre Loukachenko,. À la même période, le GUBOPiK mène des descentes au domicile et dans les bureaux d'activistes politiques, de défenseurs des droits de l'homme et de journalistes,,.

## Sanctions internationales
En novembre 2020, Svetlana Tikhanovskaïa, meneuse de l'opposition démocratique biélorusse et ancienne candidate à la présidence, demande à la communauté internationale de reconnaître officiellement le GUBOPiK comme une organisation terroriste,.
Le 21 juin 2021, le GUBOPiK et son ancien dirigeant Nikolaï Karpenkov sont ajoutés à la Specially Designated Nationals and Blocked Persons List du département du Trésor des États-Unis en raison de leur rôle dans la répression des manifestations de 2020-2021. Le même jour, Karpenkov est sanctionné par l'Union européenne, le Royaume-Uni et le Canada. Le 7 juillet 2021, la Suisse le sanctionne également.
Le 2 décembre 2021, Andreï Parchyne, chef du GUBOPiK, et d'autres officiels haut placés sont ajoutés à la Specially Designated Nationals and Blocked Persons List aux États-Unis et aux listes de sanctions canadiennes. Le même jour, Parshyn est aussi la cible de sanctions financières britanniques.

## Dirigeants
- Nikolaï Karpenkov (de 2014 à 2020).
- Andreï Parchyne (depuis 2020).